# La babysitter - Killer Queen
La babysitter - Killer Queen (The Babysitter: Killer Queen) è un film del 2020 diretto da McG.
La pellicola è il sequel de La babysitter (2017) ed è ambientato due anni dopo le vicende di quest'ultimo.

## Trama
Due anni dopo gli eventi del primo film, Cole è ora uno studente delle superiori. Non è in grado di convincere nessuno, tranne la sua migliore amica Melanie, che un culto satanico guidato dalla sua ex babysitter Bee ha davvero cercato di ucciderlo. Inoltre, Cole scopre che i suoi genitori lo vogliono iscrivere ad una scuola psichiatrica; Melanie lo convince a scappare, per partecipare insieme al suo nuovo fidanzato Jimmy e ai loro amici Boom-Boom e Diego a una festa sul lago.
Alla festa, Cole si accorge ulteriormente delle stranezze della nuova studentessa Phoebe, che è arrivata al lago dopo aver trovato nel suo armadietto un peluche della sua infanzia, scomparso da tempo, e delle indicazioni apparentemente sconnesse. Più tardi, gli amici di Cole giocano a un party game su una barca quando Melanie uccide improvvisamente Boom-Boom. Poi rivela a Cole che ha sempre creduto alla sua storia, perché anche lei si è unita alla setta per realizzare i suoi sogni di diventare una famosa influencer; anche Jimmy e Diego sono membri della setta. Con il sangue di Boom-Boom come sacrificio, hanno bisogno di nuovo del sangue innocente di Cole per realizzare i loro desideri. Appaiono anche i cultisti originali Sonya, Allison, Max e John, resuscitati in modo che potessero partecipare al rituale all'alba per evitare di essere rimandati in purgatorio per altri due anni. Tuttavia, Phoebe appare improvvisamente, alla ricerca di benzina per il suo jet ski, e fornisce a Cole del tempo per eludere i membri del culto e scappare con lei sulla sua moto d'acqua.
Una volta a terra, Cole spiega tutto a Phoebe, che gli crede, mentre i cultisti gli danno la caccia. Sonya dopo aver ucciso un campeggiatore, i due ragazzi finiscono per investirla con l'auto e la decapitano con una tavola da surf. Successivamente Allison li trova, ma i due la intrappolano tra uno stretto cuneo di rocce e le strappano la testa. Max arriva e combatte con loro, ma i  due salgono a bordo di una barca e provano a scappare via lago. Max uccide il proprietario della barca e sale sul gommone attaccato alla parte posteriore della barca. Phoebe lo incendia con una bomboletta di stelle filanti e un accendino e Cole lo fa a pezzi con le pale dell'elica della barca. Anche Diego e Jimmy muoiono, disintegrandosi in modo soprannaturale quando tentano di allontanarsi dalla loro ricerca di Cole.
Cole e Phoebe arrivano alla vecchia capanna di famiglia di Phoebe, meta del messaggio del pupazzo, dove si rifugiano e sperano di aspettare la notte. Nel bunker della cabina, Phoebe rivela a Cole che i suoi genitori sono morti perché si è schiantata contro di loro in un fatale incidente d'auto. Cole la conforta e ammira la sua forza, e i due finiscono per fare sesso. Melanie attira alla capanna il padre di Cole, Archie, che lo ha cercato freneticamente insieme al padre di quest'ultima, Juan, fingendo che il figlio abbia bisogno di aiuto. Cole e Phoebe escono dal bunker armati di balestre e John muore accidentalmente, tagliando il cavo di un lampadario che si schianta su di lui. Cole e Phoebe fuggono e, dopo che Archie li segue, Melanie uccide suo padre. Cole dice a Phoebe di scappare mentre affronta suo padre, che però lo seda con un'iniezione in modo che possa portarlo a casa. Le due ragazze si affrontano in un combattimento che finisce con la cattura di Phoebe.
Mentre Archie si ferma per fare caricare l'auto, Cole riprende conoscenza, blocca suo padre fuori dall'auto e torna al lago per salvare Phoebe. In una baia, Melanie tiene Phoebe in ostaggio prima che Cole si presenti e si offra volontario per essere sacrificato. Emerge improvvisamente dall'acqua Bee e si scopre essere stata in precedenza anche la babysitter di Phoebe: era lei alla guida nell'incidente automobilistico che ha ucciso i genitori di Phoebe, e lei ha fatto il primo patto con il diavolo per salvare la vita della giovane in cambio della sua anima. Sonya, Allison, Max e John vengono resuscitati di nuovo e con Melanie bevono il sangue di Cole mescolato al sangue di Boom-Boom. Tuttavia, poiché Cole ha perso la sua innocenza avendo avuto un rapporto con Phoebe, il rituale si ritorce contro e i cinque si sciolgono e si disintegrano definitivamente. Bee rivela di aver orchestrato tutto in modo che Phoebe e Cole potessero unirsi e sconfiggere la setta, avendo cambiato idea dopo la confessione d'amore di Cole dopo la sua sconfitta iniziale di due anni prima; tuttavia, poiché Bee è ancora tecnicamente un demone, decide di bere anche lei il sangue per salvare i due. Archie arriva in tempo per assistere alla morte di Bee, e ora crede che tutto ciò che ha sempre sostenuto Cole fosse vero. Quando il sole sorge, Cole e Phoebe si abbracciano in un bacio.
In una scena a metà dei titoli di coda, il libro dei demoni di Bee viene mostrato sulla sabbia, ancora intatto.

## Produzione
Nell'agosto 2019 Netflix annuncia il film, le cui riprese vengono fissate da ottobre al giorno del ringraziamento del 2019 a Los Angeles; alla regia torna McG mentre la sceneggiatura è stata affidata a Dan Lagana.

## Promozione
Il primo trailer del film è stato diffuso il 27 agosto 2020.

## Distribuzione
Il film è stato distribuito su Netflix il 10 settembre 2020.

## Accoglienza

### Critica
Sull'aggregatore Rotten Tomatoes il film riceve il 41% delle recensioni professionali positive con un voto medio di 4,49 su 10 basato su 29 critiche, mentre su Metacritic ottiene un punteggio di 22 su 100 basato su 6 critiche.

## Sequel
Pochi giorni dopo la distribuzione del film, il regista McG ha confermato che in caso di successo, potrebbe lavorare ad un terzo ed ultimo capitolo della serie.